# Sinularia erecta
Sinularia erecta är en korallart som beskrevs av Tixier-Durivault 1945. Sinularia erecta ingår i släktet Sinularia och familjen läderkoraller. Inga underarter finns listade i Catalogue of Life.